# Heidenau (Sasko)
Heidenau je město v německé spolkové zemi Sasko. Nachází se v zemském okrese Saské Švýcarsko-Východní Krušné hory a má přibližně 17 tisíc obyvatel.

## Geografie
Město Heidenau leží na jižním okraji Drážďan, hlavního města Saska. Východní hranici tvoří řeka Labe, do které ústí Müglitz. Městem prochází železniční trať Děčín–Dresden, na kterou se ve stanici Heidenau napojuje trať Heidenau – Altenberg. Heidenau je rovněž napojené na dálnici A17.

## Historie
První písemná zmínka o Heidenau pochází z roku 1347. Roku 1923 bylo povýšeno na město.

## Správní členění
Heidenau se oficiálně nedělí na místní části. Neoficiálně se člení na Gommern, Großsedlitz, Heidenau-Süd, Kleinsedlitz, Mügeln a Wölkau.

## Pamětihodnosti
- barokní zahrada Großsedlitz

## Osobnosti
- Woldemar Winkler (1902–2004) – malíř, kreslíř a sochař
- Lotte Buschan (1917–1994) – zpěvačka
- Eugen Schönebeck (* 1936) – malíř
- Max Niederlag (* 1993) – dráhový cyklista